# Pałac Sądu w Lublanie
Pałac Sądu w Lublanie (słoweń.: Sodna palača, dawniej też Justična palača v Ljubjani, niem.: Justiz-Gebäude in Laibach) – budynek w Lublanie będący siedzibą Sądu Najwyższego, Sądu Wyższego w Lublanie i Sądu Okręgowego w Lublanie.

## Historia
W II poł. XIX wieku na terenie zajmowanym obecnie przez Pałac Sądu rozciągały się łąki i ogrody mieszkańców Lublany, budynki związane z sądownictwem rozproszone natomiast były w południowej części miasta. W wyniku trzęsienia ziemi, które dotknęło Lublanę w 1895 roku, wiele budynków zostało uszkodzonych lub zniszczonych, co spowodowało, że rozprawy w sprawach karnych odbywały się nawet w gmachu filharmonii. Sytuacja ta przyspieszyła planowaną budowę nowego gmachu sądu, odwlekanej m.in. z powodu problemów z wytyczeniem działek i nieukończoną infrastrukturą drogową. Po trzęsieniu ziemi zdecydowano się na wykupienie gruntów pod budowę od spadkobierców Valentina Zescha.
Budowa rozpoczęła się w 1898 lub 1899 roku, według planów nieznanego architekta, a nadzorował ją wiedeński architekt Anton von Spindler. W 1902 roku oddano do użytku budynek główny i ogrody na tyłach budynku. Budynek zaprojektowano w neorenesansowym stylu. Był trzykondygnacyjny, podpiwniczony. Na terenie ogrodów zlokalizowano również budynek więzienia dla mężczyzn, kobiet i nieletnich, w którym mieściła się również szkoła i niewielka biblioteka. Pierwsza rozprawa odbyła się 30 lipca 1903 roku z powództwa cywilnego o kwotę 100 koron. W kolejnych latach prowadzono budowę Placu Słoweńskiego znajdującego się przed gmachem głównym. Po I wojnie światowej zmieniono jego nazwę na Plac Franca Miklošiča.
Pierwszy poważny remont przeprowadzono w 1941 roku. Po zakończeniu II wojny światowej podjęto decyzję o przebudowie budynku. W 1947 roku architekt Josip Costaperaria wykonał projekt zakładający nadbudowę gmachu głównego o jedną kondygnację oraz nadanie bardziej klasycyzującej formy elewacji. Budowa trwała przez kolejne pięć lat. Kolejne zmiany trwały do lat 70. Obejmowały m.in. przebicie ulicy Trdinovej, wyburzenie więzienia oraz wzniesienie na terenie ogrodów, które znalazły się po drugiej stronie ulicy Trdinovej garażu, kasyna i dwóch wieżowców mieszkalnych. Pomiędzy dwoma skrzydłami sądu wzniesiono również budynek policji, uzupełniając w ten sposób pierzeję nowo powstałej ulicy.
20 grudnia 2007 roku Rada Miejska Lublany przyjęła uchwałę uznającą Pałac Sądu w Lublanie za zabytek lokalnego znaczenia.